# 최선호 (유도 선수)
최선호(崔善好, 1977년 6월 24일~)는 대한민국의 유도 선수로 2008년 하계 올림픽 남자 유도 미들급에 참가했다.